# Saguinus mystax
 (mai 2024).
Les informations dans cet article sont mal organisées, redondantes, ou il existe des sections bien trop longues. Structurez-le ou soumettez des propositions en page de discussion.
Avec le temps, il arrive que le contenu présent dans un article devienne désordonné. Il est souvent nécessaire de réorganiser l'article de fond en comble.
- Il faut tout d’abord répartir le contenu de l'article en plusieurs sections. Les informations doivent ensuite être exposées clairement et le plus synthétiquement possible, regroupées par sujet afin d'éviter les doublons. Quelqu'un cherchant une information précise doit pouvoir la trouver rapidement en lisant la section appropriée.
- À l'intérieur de chaque section, le texte, souvent initialement sous la forme de phrases éparses, doit être regroupé dans des paragraphes de quelques lignes, en assurant un enchaînement logique et une cohérence entre les phrases.
- Lorsque l'article ou l'une de ses sections développe trop longuement un point qui n'est pas dans le cœur du sujet traité, il convient de faire une synthèse et de transférer l'ancien contenu dans des articles plus appropriés (en cas de transfert, il faut impérativement respecter la procédure Aide:Scission).

Si vous pensez que ces points ont été résolus, vous pouvez retirer ce bandeau et améliorer le plan d'un autre article.
Tamarin à moustaches
Espèce
Statut de conservation UICN

 LC  : Préoccupation mineure
Statut CITES
Le Tamarin à moustaches  (Saguinus mystax) est une espèce de primate de la famille des Cebidae.

## Autres noms
Tamarin à moustaches de Lonnberg (S. m. pluto). Mustached tamarin. Pichico de barba blanca, pichico de bigote (Pérou).

## Taxonomie
Controversée. La forme pluto est considérée comme une sous-espèce de S. mystax (par Groves) ou comme une espèce (par Mittermeier). La forme pileatus est considérée comme une espèce par Groves (nous le suivons ici), comme une sous-espèce de S. mystax par d’autres.

## Distribution
Est du Pérou, ouest du Brésil (États d’Amazonas et d’Acre) et peut-être extrême nord de la Bolivie.

## Sous-espèces
Le nombre de sous-espèces est
incertain (de 2 à 5 selon les auteurs) :
- Tamarin à moustaches de Spix (S. m. mystax) : Est du Pérou et ouest du Brésil. À l’ouest jusqu’au Río Tapiche puis au moyen Río Ucayali, au sud jusqu’à la confluence des Ríos Urubamba et Ucayali, au nord jusqu’au Río Marañón, à l’est jusqu’au Rio Juruá et même la rive gauche du Rio Tefé ;
- Tamarin à croupe blanche (S. m. pluto) : Ouest du Brésil, dans l’État d'Amazonas. Zone restreinte, grignotée par l’avancée de S. pileatus. Au nord jusque près de l’Amazone, au sud jusqu’au nord du Rio Tapauá (igarapé Pauapixuna), à l’ouest jusqu’au Rio Coarí et à l’est jusqu’au Rio Purús.

Deux populations isolées ont été observées par Izawa et Bejarano en 1981 au nord de la Bolivie (au sud du Rio Acre et au nord du Rio Tahuamanú) qui pourraient former un nouveau taxon apparenté à S. mystax ou à S. labiatus, voire être un hybride.
Enfin, certains considèrent encore que S. pileatus et S. pluto sont des sous-espèces de S. mystax.

## Habitat
Forêt pluviale primaire mature. Vieille forêt secondaire où ont repoussé de grands arbres. Forêt inondée. Forêt marécageuse. Jusqu’à 610 m d’altitude.

## Sympatrie et association
Le Tamarin à moustaches de Spix (S. m. mystax) est sympatrique du Tamarin à selle de Spix (S. f. fuscicollis). Le Tamarin à moustaches à croupe blanche (S. m. pluto) est sympatrique du Tamarin à selle d’Aviala-Pires (S. f. avilapiresi) sur toute sa distribution : ils évoluent en troupe mixte, le premier détectant les attaques aériennes et arboricoles, les seconds les attaques terrestres et des animaux grimpeurs.

## Description
Tamarin à moustaches de Spix (S. m. mystax) : presque tout son corps est brun noirâtre avec quelques poils gris ou chamois sombre sur le dos et les pattes arrière. Les seules zones blanches se situent au museau, autour des yeux (cercles fins), devant l’oreille et parfois autour des parties génitales.
Tamarin à croupe blanche (S. m. pluto) : identique au précédent mais le dessous de la base de la queue est blanc alors qu’il est noir chez S. m. mystax.
Les spécimens observés par Izawa et Bejarano ont le dos gris foncé, un ventre roux et une grande moustache.

## Mensurations
(septembre 2011).
Corps 26 cm (de 25 à 27 cm). Queue 39 cm (de 37 à 42 cm). Poids de 491 à 643 g (M) et de 508 à 640 g (F). Rapport longueur bras/jambes (x100) : 76. Caryotype : 2n = 46.

## Domaine
25 à 47,5 ha. Territorialité incertaine.

## Densité
25 /km2 (Río Manití, Pérou, d’après Soini et Cóppula). 26/km² (île de Padre, Pérou, d’après Garber).

## Locomotion
Quadrupède. Évolue à 15-20 m au-dessus du sol en courant le long des branches et utilise rarement le mode de locomotion par sauts et accrochages plus typique du Tamarin à selle. Au repos, il peut enrouler sa queue devant lui.

## Comportements basiques
Diurne. Arboricole.

## Activités
Parcourt chaque jour 1,7 à 2 km. Se repose une grande partie de la journée et passe la nuit bien caché.

## Alimentation
Frugivore-insectivore-exsudativore. Fruits, graines, exsudats, insectes, plus rarement œufs et petits vertébrés. Avale d’un coup les graines qui ressortent intactes dans ses excréments. Cette stratégie aurait pour effet de le rendre moins vulnérable aux rapaces et pour but de favoriser l’expulsion des parasites du système digestif. La consommation d’exsudats augmente entre septembre et décembre, lorsque les femelles sont enceintes. Capture les grenouilles arboricoles dans les strates moyenne et haute alors que le sympatrique Tamarin à selle capture les reptiles dans la basse strate et au sol. De même, le Tamarin à moustaches de Spix (S. m. mystax) consomme des tettigonies (grandes sauterelles) capturées dans la basse et moyenne strates alors que le sympatrique Tamarin à selle de Geoffroy (S. f. nigrifrons) consomme des tettigonies capturées entre 0 et 4 m, avec seulement trois espèces d’orthoptères communes aux deux singes. Comportement de géophagie observé au Pérou (Río Blanco).

## Taille du groupe
5-6 (de 1 à 16), d’après Soini. 7 (de 4 à 11), sur l’île de Padre (Pérou, d’après Garber). 8 (de 6 à 11), dans les Sierras de Contamana, Pérou (d’après Aquino et al.). Rylands a observé des groupes avec 3 mâles adultes et jusqu’à 4 femelles adultes. Parfois, deux groupes s’assemblent temporairement.

## Structure sociale et système de reproduction
Groupe multimâle-multifemelle. Principalement polyandrie, parfois polygynie ou monogamie. Sex-ratio : 1. On connaît ainsi des cas où deux femelles du même groupe ont mis bas, preuve que chez cette espèce (et chez le Tamarin à selle), la femelle inférieure n’est pas inhibée par l’odeur dégagée par la dominante. Mais la plupart du temps, une seule femelle se reproduit à la fois, avec une corrélation positive en fonction de l’âge.

## Reproduction
La femelle met bas tous les 11 à 20 mois. Des faux jumeaux naissent après 140 à 150 jours de gestation, à longueur d’année mais avec un pic de naissances entre novembre et mars (d’après Snowdon et Soini) et entre juin et octobre (île de Padre).
Développement : Il semblerait que, contrairement à ce qu’on observe chez les autres tamarins et ouistitis, la femelle transporte beaucoup les jeunes. Maturité sexuelle à 15-17 mois (F) et 17-18 mois (M).

## Longévité
Jusqu’à 20 ans.

## Communication

### Communication orale
Gazouillements, sifflements et trilles modulés par la langue vibrante.

### Communication visuelle
Menace les intrus en érigeant sa crinière, en montrant les dents et poussant des cris perçants.

### Communication olfactive
Laisse des sécrétions odorantes sur les arbres nourriciers, davantage pour renseigner les autres membres (communication intersexuelle) que pour avertir les étrangers qu’ils transgressent un domaine réservé (le marquage ne semblerait pas avoir de fonction territoriale). Urine dans ses mains puis répand le liquide sur les branches en se déplaçant. Frotte ses joues dans l’urine de son partenaire sexuel.

### Communication tactile
Allogrooming et autogrooming méticuleux. Dans deux petits groupes polygynes étudiés à Quebrada Branco, l’un des deux mâles adultes effectuait 70 % du grooming et toilettait équitablement tous les membres.

## Prédateurs
Petits félins. Rapaces (notamment faucon forestier Micrastur sp.). L’anaconda l’étouffe puis le gobe entier. On a observé un groupe parvenant à sauver un de leurs membres capturé par un boa constrictor.

## Menaces
Du fait de son poids (jusqu’à 700 g), l’homme le chasse pour sa chair. Cette espèce semble s’adapter assez mal aux transformations de l’habitat liées aux activités humaines.

## Conservation
Tamarin à moustaches de Spix (S. m. mystax) : Station écologique de Quebrada Branco (Pérou). PN de la Serra do Divisor et RE de Jutaí-Solimões (Brésil).
Tamarin à croupe blanche (S. m. pluto) : RB d’Abufarí, A. de protection d’Ayapuá, R. d’Uwasu et R. de Piagaçu-Purús (Brésil). Cette dernière sous-espèce est étudiée dans la région du lac Uauaçú.